# قضيبية مفيدة مقوارة
قضيبية مفيدة مقوارة (الاسم العلمي: Diaphorobacter ruginosibacter) هي نوع من البكتيريا، سلبية الغرام، تتبع جنس قضيبية مفيدة.